# ريتينال
ريتينال (بالإنجليزية: Retinal) هو مادة كيميائية عضوية تنتمي إلى الكاروتينات (مثل نبات الجزر) وهو يكون مع مواد مشابهة أخرى فيتامين أ. وهو ألدهيد الريتينول. يوجد منه ريتينال 1 وريتينال 2، وهما يشاركان في عين الإنسان كأصباغ بصرية، وكذلك في حاسة البصر في الحيوانات والحشرات.

## وظيفته الحيوية

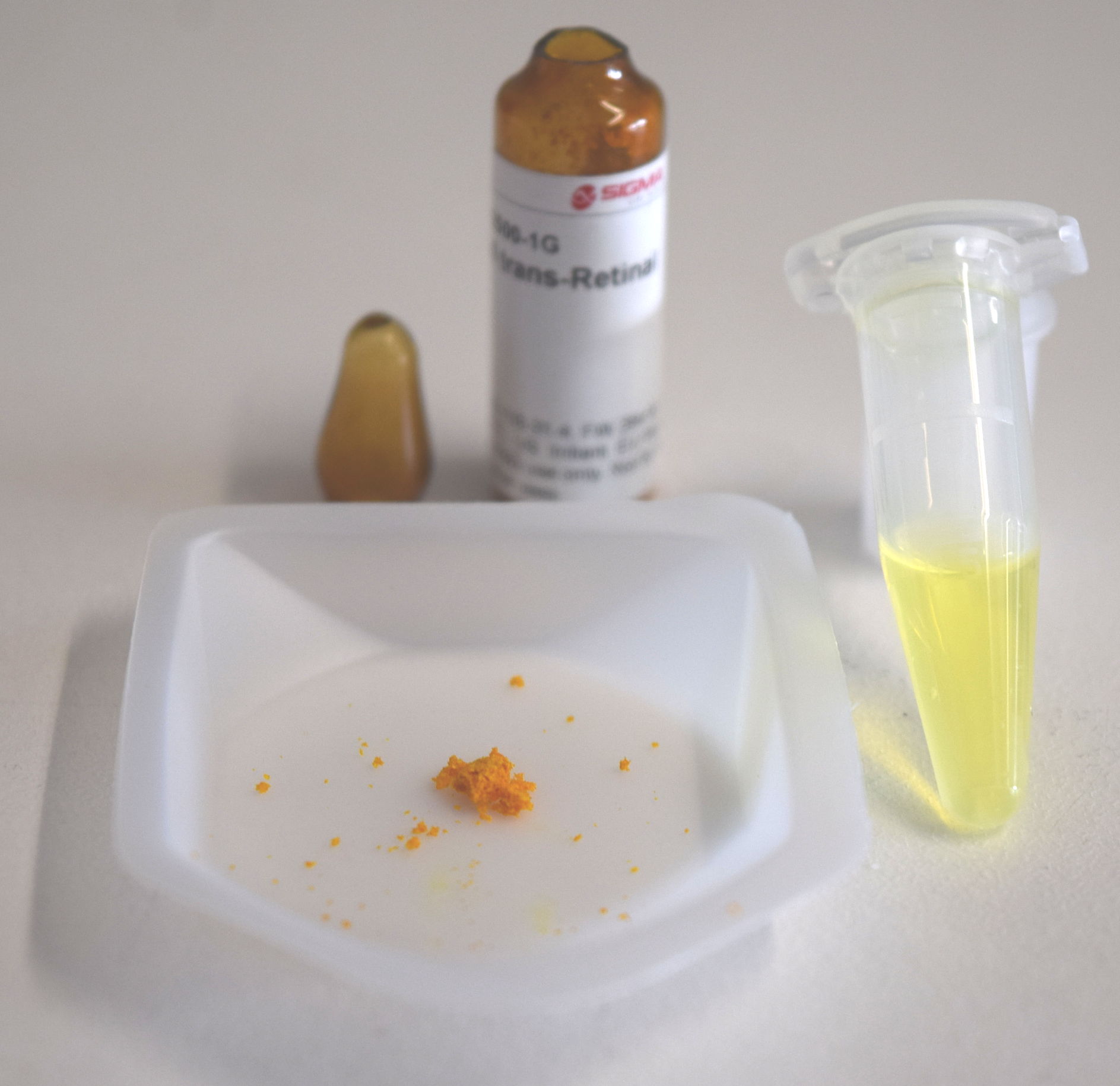
Probe von all-trans-Retinal

في الخلية النبوتية لشبكية العين يكوّن الريتينال مرتبطا بالصبغة البصرية أوبسين الحساسة للضوء وبذلك ينتج الرودوبسين أو ما يسمى أرجوان البصر. يعمل الرودوبسين في غشياء الخلية النبوتية على تلقي فوتونات الضوء وتحويلها إلى نبضة كهربائية ويوصلها بعصب العين للرؤية.
وتعمل قلة فيتامين أ على سوء الرؤية في الظلام والليل. كما أنه في حالة الانخفاض الشديد للفيتامين تؤدي إلى تعب سريع للعين، والعمى الليلي، وعلاوة على ذلك فنقص الفيتامين يتسبب في غضرفة خلايا الرؤية في العينين.

## الرؤية
يوجد نوعين من الريتينال لهما نفس التركيب الكيميائي ولكنهما يختلفان في شكلهما - يسمى ذلك في الكيمياء تزامر _ أي أن نوعي الريتينال متزامران. هذان النوعيان من الريتينال لهما أهمية خاصة في عملية الرؤية: نوع المتزامر 11-سيس-ريتينال والمتزامر الآخر هو «اوول-ترانس-ريتينال». وحساسية 11-سيس-ريتينال للضوء عالية وهو يوجد في في جزيء رودوبسين، الذي هو من مكونات الخلايا النبوتية في العين (أنظر شبكية العين). بذلك فهو المادة الصبغية للرؤية من دون تمييز للألوان، وهو المسؤول عن الرؤية في الظلام.
عندما يمتص 11-سيس-ريتينال ضوءا يتحول إلى اوول-ترانس-ريتينال all-trans-retinal ،, وينفصل بذلك عن السكوتوبسين.
| 11-سيس-ريتينال يمتص فوتون ضوئي ويتحول إلى اوول-ترانس-ريتينال. |
| 11-سيس-ريتينال يمتص شعاع ضوء ويتحول إلى اوول-ترانس-ريتينال.   |
هذا التحول يؤدي إلى نشأة نبضة كيميائية كهربائية (إشارة) ناتجة من انحلال الرودوبسين التي تشكل جهد المستقبل في الخلية النبوتية. ثم يتحول أوولدترانس-ريتينال الناتج ثانيا إلى شكله سيس-ريتينال، طالما لا يأتي ضوءا جديدا له. يتم هذا التحول عن طريق إنزيم، ويصبح في حالة استعداد لتلقي فوتونا ضوئيا جديدا، أي يصبح جزيء الرودوبسين مستعدا لرؤية شعاعا جديدا.
ان أهمية الريتينال في الرؤية هي أساس المثل العامي القائل بأن «الجزر مفيد للعينين». ويوجد بيتا-كاروتين في كثير من الخضروات والفواكه ذات اللون الأصفر والأحمر، فهو من مكونات الريتينال.
يعتبر اوول-ترانسدريتينال من الوجهة الكيميائية ألدهيد لفيتامين أ1 (ريتينول)، وينتمي إليه من حيث تشابههما في التركيب.
كما نعرف أشكالا أخرى للريتينال (تزامرات أخرى مختلفة)، ولكنها لا تقوم بوظيفة في الطبيعة ولا في التقنية الكيميائية.

## اقرأ أيضا
- أوبسين
- رودوبسين
- ميلانوبسين
- دالة لمعان
- رؤية النهار ورؤية في الظلام